# Foolish (bài hát)
"Foolish" là một bài hát của nghệ sĩ thu âm người Mỹ Ashanti nằm trong album phòng thu đầu tay mang chính tên cô (2002). Nó được phát hành vào ngày 29 tháng 1 năm 2002 như là đĩa đơn đầu tiên trích từ album bởi Murder Inc. Records và Def Jam Records, đồng thời là đĩa đơn hát đơn đầu tiên trong sự nghiệp của Ashanti, sau thành công từ một số đĩa đơn mà cô tham gia góp giọng cho những nghệ sĩ khác như "Just Like a Thug" của Caddillac Tah, "Always on Time" của Ja Rule và "What's Luv?" của Fat Joe. Bài hát được đồng viết lời bởi Ashanti với những nhà sản xuất của nó Irv Gotti và 7 Aurelius, trong đó sử dụng đoạn nhạc mẫu từ bài hát năm 1983 của DeBarge "Stay with Me" được viết lời bởi Mark DeBarge và Etterlene Jordan. Đây là một bản 
R&B kết hợp với những yếu tố từ hip hop và pop mang nội dung đề cập đến việc một cô gái luôn níu kéo một người đàn ông trong tình yêu, mặc dù cô chưa từng được đối xử tốt trong mối quan hệ.
Sau khi phát hành, "Foolish" nhận được những phản ứng tích cực từ các nhà phê bình âm nhạc, trong đó họ đánh giá cao giọng hát của Ashanti cũng như quá trình sản xuất nó. Ngoài ra, bài hát còn gặt hái nhiều giải thưởng và đề cử tại những lễ trao giải lớn, bao gồm một đề cử giải Grammy cho Trình diễn giọng R&B nữ xuất sắc nhất tại lễ trao giải thường niên lần thứ 45. "Foolish" cũng tiếp nhận những thành công đáng kể về mặt thương mại, lọt vào top 10 ở nhiều thị trường lớn như Úc, Ireland, New Zealand và Vương quốc Anh. Tại Hoa Kỳ, nó đạt vị trí số một trên bảng xếp hạng Billboard Hot 100 trong mười tuần liên tiếp, trở thành đĩa đơn quán quân thứ hai của Ashanti và đầu tiên dưới cương vị nghệ sĩ hát đơn tại đây. Ngoài ra, "Foolish" còn giúp Ashanti trở thành nghệ sĩ nữ đầu tiên có ba đĩa đơn đầu tay đều lọt vào top 10 trong một tuần (với "Foolish", "What's Luv?" và "Always On Time") và nghệ sĩ nữ đầu tiên thống trị hai vị trí dẫn đầu trong một tuần (với "Foolish" và "What's Luv?").
Video ca nhạc cho "Foolish" được đạo diễn bởi Irv Gotti, trong đó Ashanti hóa thân thành một cô gái trải qua một mối quan hệ tình cảm phức tạp với một người đàn ông không chung thủy và vướng phải một số hành vi tội phạm (do Terrence Howard thủ vai), tuy nhiên cô vẫn quyết định tha thứ cho người yêu ở cuối video. Ngoài ra, nó còn có sự tham gia góp mặt từ nhiều nghệ sĩ như Gotti, Charli Baltimore, Vita, Ja Rule và Nicki Minaj. Video đã nhận được ba đề cử tại giải Video âm nhạc của MTV năm 2002 cho Video xuất sắc nhất của nữ ca sĩ, Nghệ sĩ mới xuất sắc nhất trong một video và Video R&B xuất sắc nhất. Để quảng bá bài hát, nữ ca sĩ đã trình diễn nó trên nhiều chương trình truyền hình và lễ trao giải lớn, bao gồm Top of the Pops, Total Request Live và giải thưởng âm nhạc Soul Train năm 2002, cũng như trong nhiều chuyến lưu diễn của cô. Được ghi nhận là bài hát trứ danh trong sự nghiệp của Ashanti, "Foolish" đã được hát lại và sử dụng làm nhạc mẫu bởi nhiều nghệ sĩ, như Fabolous, Burial và MNEK.

## Danh sách bài hát
Đĩa CD #1 tại châu Âu
1. "Foolish" (radio chỉnh sửa) – 3:32
2. "Foolish" (bản album) – 3:47

Đĩa CD #2 tại châu Âu
1. "Foolish" (radio chỉnh sửa) – 3:32
2. "Unfoolish" (bản sạch) – 3:14
3. "Foolish" (Topnotch phối lại) – 3:19
4. "Foolish" (video ca nhạc) – 3:51

## Xếp hạng
| Bảng xếp hạng (2002)                     | Vị trí cao nhất |
| ---------------------------------------- | --------------- |
| Úc (ARIA)                                | 6               |
| Áo (Ö3 Austria Top 40)                   | 49              |
| Bỉ (Ultratop 50 Flanders)                | 49              |
| Bỉ (Ultratop 50 Wallonia)                | 37              |
| Châu Âu (European Hot 100 Singles)       | 16              |
| Pháp (SNEP)                              | 62              |
| Đức (Official German Charts)             | 26              |
| Ireland (IRMA)                           | 4               |
| Hà Lan (Dutch Top 40)                    | 8               |
| Hà Lan (Single Top 100)                  | 12              |
| New Zealand (Recorded Music NZ)          | 8               |
| Scotland (OCC)                           | 11              |
| Thụy Điển (Sverigetopplistan)            | 52              |
| Thụy Sĩ (Schweizer Hitparade)            | 15              |
| Anh Quốc (OCC)                           | 4               |
| Anh Quốc R&B (OCC)                       | 1               |
| Hoa Kỳ Billboard Hot 100                 | 1               |
| Hoa Kỳ Hot R&B/Hip-Hop Songs (Billboard) | 1               |
| Hoa Kỳ Pop Airplay (Billboard)           | 2               |
| Hoa Kỳ Rhythmic (Billboard)              | 1               |

| Bảng xếp hạng (2002)                 | Vị trí |
| ------------------------------------ | ------ |
| Australia (ARIA)                     | 29     |
| Japan (Tokyo Hot 100)                | 44     |
| Netherlands (Dutch Top 40)           | 53     |
| Netherlands (Single Top 100)         | 65     |
| Switzerland (Schweizer Hitparade)    | 82     |
| UK Singles (Official Charts Company) | 72     |
| US Billboard Hot 100                 | 2      |
| US Hot R&B/Hip-Hop Songs (Billboard) | 1      |

| Bảng xếp hạng (2000–09)              | Vị trí |
| ------------------------------------ | ------ |
| US Billboard Hot 100                 | 19     |
| US Hot R&B/Hip-Hop Songs (Billboard) | 15     |

| Bảng xếp hạng                        | Vị trí |
| ------------------------------------ | ------ |
| US Billboard Hot 100                 | 132    |
| US Billboard Hot 100 (Women)         | 42     |
| US Hot R&B/Hip-Hop Songs (Billboard) | 39     |

## Chứng nhận
| Quốc gia                                  | Chứng nhận | Số đơn vị/doanh số chứng nhận |
| ----------------------------------------- | ---------- | ----------------------------- |
| Úc (ARIA)                                 | Bạch kim   | 70.000^                       |
| Anh Quốc (BPI)                            | Bạc        | 200.000‡                      |
| ^ Chứng nhận dựa theo doanh số nhập hàng. |            |                               |